# Saint-Marin aux Jeux olympiques d'été de 1980
Saint-Marin participe aux Jeux olympiques d'été de 1980 à Moscou du 19 juillet au 3 août 1980. Il s'agit de sa 5e participation à des Jeux olympiques d'été.

## Athlétisme
Saint-Marin a un représentant dans les épreuves d'athlétisme : Stefano Casali.

## Cyclisme
Saint-Marin a deux représentants dans les épreuves de cyclisme : Maurizio Casadei et Roberto Tomassini.

## Haltérophilie
Sergio De Luca représente Saint-Marin en haltérophilie.

## Judo
Saint-Marin a deux représentants dans les épreuves de judo : Franch Casadei et Alberto Francini.

## Tir
Saint-Marin est représenté dans les compétitions de tirs par dix athlètes : Leo Franciosi, Elio Gasperoni, Gianfranco Giardi, Bruno Morri, Francesco Nanni, Eliseo Paoloni, Alfredo Pelliccioni, Pasquale Raschi, Pier Paolo Taddei et Roberto Tamagnini.